# Shuren, Chongqing
Shuren (kinesiska: 树人) är en köping i sydvästra Kina. Den ligger i Fengdu härad i storstadsområdet Chongqing,  omkring 120 kilometer nordost om det centrala stadsdistriktet Yuzhong. Antalet invånare är 21 009. Befolkningen består av 10 258 kvinnor och 10 751 män. Barn under 15 år utgör 19,0 %, vuxna 15-64 år 64 %, och äldre över 65 år 16,0 %.